# ماكس بينغهام
ماكس بينغهام (بالإنجليزية: Max Bingham)‏ هو محامي ومحام بالقضاء العالي وسياسي أسترالي، ولد في 18 مارس 1927 في أستراليا. حزبياً، نشط في الحزب الليبرالي الأسترالي. وقد انتخب عضو مجلس النواب تسمانيا من الجمعية عن دائرة دنيسون ‏ (10 مايو 1969 – 13 يونيو 1984).